# Alfredo el Grande (película)
Alfredo el Grande es una película británica de 1969, dirigida por Clive Donner y protagonizada por David Hemmings, Michael York y Prunella Ransome en los papeles principales. Está basada en la vida del rey Alfredo el Grande, el único rey inglés que ha pasado a la historia con el sobrenombre de El Grande.

## Sinopsis
Es Inglaterra durante las invasiones vikingas, una Inglaterra en guerra y no civilizada. El joven príncipe del reino de Wessex, Alfredo, está preparando sus votos para iniciar una vida dedicada al sacerdocio, una vida que él decidió vivir desde que visitó Roma en su niñez. Sin embargo él decide abandonarlos al enterarse de una invasión a gran escala de guerreros daneses desde el mar contra el reino, que en esa época son paganos y que son liderados por su jefe Guthrum, sabiendo además que su hermano mayor, el rey Ethelred, ha sido herido en combate contra los daneses y que no puede enfrentarse por ello más a los invasores. 
De esa manera Alfredo se enfrenta con Guthrum en esa invasión. Le tiende una emboscada y logra vencerlo. Tiene que retirarse y Alfred se transforma con ello en un héroe nacional. Después Alfred regresa a su proyecto religioso acompañado de su amigo, el sacerdote Asher, pero la guerra había dejado su marca en él, haciéndolo dudar entre servir a Dios y con ello también acumular sabiduría o asumir su papel como líder guerrero del reino. Adicionalmente su hermano muere, lo que acentúa el enfrentamiento, ya que debe ocupar su lugar teniendo que enfrentarse además a problemas internos mientras que los daneses toman el resto de Inglaterra. Él se casa entonces con la hermosa Aelhswith, y al poco tiempo después regresa Guthrum otra vez al frente de una nueva invasión más peligrosa en una época de tumulto.  
Alfredo tiene que huir y actuar contra los daneses de forma encubierta. Durante ese tiempo él forma amistad con gente simple liderada por Roger, que le ayudan en su empeño. De esa manera puede ver con sus propios ojos las injusticias sociales que han llevado a los tumultos. Finalmente él se enfrenta a Guthrum en la que será la batalla final, tanto en defensa de su reino, como de los conflictos en su propia alma. Consigue aglutinar en esa batalla a todo el reino a su lado con ambas partes de su alma prometiendo a todos para ello un nuevo reino con una ley comprensible e igual para todos para acabar con las injusticias y los tumultos, y que no había antes en Inglaterra, y dar así paz a todos como lo predica Dios. 
De esa manera consigue vencerlos utlilzando para ello una estrategia de defensa y contraataque que cogió de su saber adquirido como antiguo aprendiz de sacerdote, en la que tuvo acceso a libros, y en la que todo el reino le socorre durante esa batalla venciendo así también sus conflictos internos y consiguiendo también apresar a Guthrum en esa batalla, a quien no mata como acto del juramento que hizo a Dios. Después de esa batalla los daneses vencidos respetan no sólo a él sino también a su Dios por la forma en que venció. De esa manera él unifica a Inglaterra y Alfredo se convierte así en Alfredo El Grande. 

## Reparto
- David Hemmings: Alfred (Alfredo el Grande);
- Michael York: Guthrum (Guthrum I de Estanglia);
- Prunella Ransome: Aelhswith (Ethelswitha Mucel);
- Colin Blakely: Asher (John Asser);
- Ian McKellen: Roger;
- Peter Vaughan: Burrud;
- Alan Dobie: Ethelred (Etelredo I de Wessex);
- Julian Glover: Aethelstan ;
- Vivien Merchant: Freda;
- Julian Chagrin: Ivar.

## Producción
La película se filmó en el condado Galway, Irlanda, sobre todo en las localidades de Kilchreest, Ross Lake y Knockma. Para hacerla se gastó una gran cantidad de dinero para hacer una réplica exacta de todos los aspectos del reino de Wessex del siglo IX en varios rincones de ese condado, incluido el grabado de un caballo blanco de 200 pies de largo en la colina de Knockma, que tardó más de un año en fabricarse. Para poder filmar las batallas de las películas se reclutaron a miembros del ejército irlandés.

## Recepción
La película fue un gran fracaso.